# Варлаам Аванесов (танкер)
Варлаам Аванесов — советский танкер, участвовавший в Великой Отечественной войне; был назван в честь Варлаама Аванесова.

## История
Двухвинтовой наливной теплоход (танкер) был построен в 1932 году на заводе A/B Götaverken в Гётеборге и спущен на воду в том же году. Создавался для Норвегии и назывался «Eidsvold». Затем был продан в СССР и переименован в «Варлаам Аванесов». Теплоход вошёл в состав объединения «Союзнефть», порт приписки — Одесса. С 1934 года судно работало в составе Черноморского государственного нефтеналивного пароходства «Совтанкер», порт приписки — Туапсе.
В Великую Отечественную войну, с июля по ноябрь 1941 года, судно числилось в составе Черноморского флота в качестве военного танкера, доставляло в прифронтовые порты горючее, военную технику, боеприпасы. В ночь на 26 ноября 1941 года в составе каравана из четырёх судов, загруженный сырой нефтью, предназначенной для Турции, вышел из Батуми и взял курс на Босфор. Конечным пунктом похода танкера был Дальний Восток. Успешно прибыв в Турцию, вышел в дальнейший путь из Стамбула 16 декабря 1941 года. Через три дня, при выходе из Дарданелл, в 21.34 был торпедирован немецкой подлодкой U-652 в Эгейском море. Затонул через два часа в 2,5 милях от мыса Бабакале острова Тенедос. Оставшиеся в живых моряки покинули корабль в спасательных шлюпках, достигли турецкого берега. 23 декабря 1941 года экипаж танкера прибыл в Стамбул на борт теплохода «Сванетия», а оттуда в феврале 1942 года в СССР.